# マット・アメンドーラ
マット・アメンドーラ（Matt Ammendola 1996年12月11日- ）はペンシルベニア州ランスデール出身のアメリカンフットボール選手。ポジションはプレースキッカー。NFLのヒューストン・テキサンズ所属。

## 経歴

### プロ入りまで
ペンシルベニア州ランスデールで生まれた彼はノースペン高校に進学、高校時代に56ヤードのFGを成功させてブランドン・マクマナスが作った同高の記録を更新した。2015年には9FGを成功させ高校記録を更新した。また41回のキックオフをエンドゾーン内に蹴りこんだ。
オクラホマ州立大学に進学した彼は1年次にキックオフで平均63.1ヤード、88回のキックオフのうち41回はタッチバックとなった。彼の活躍でオクラホマ州立大学は相手チームに対してキックオフ直後のフィールドポジションで全米で最も敵陣深くからのオフェンスを強いた。FGアテンプトは中央ミシガン大学戦での53ヤードの1回のみである。
2年次には23回のFGを成功させた。南アラバマ大学戦、カンザス大学戦、バージニア工科大学とのキャンピングワールドボウルでは3本のFGを成功させた。この年104回のキックオフで35回のタッチバック、平均60.1ヤードの成績を残した。
3年次には109得点をあげてビッグ12カンファレンス4位の成績を残した。シーズン開幕から13回のFGアテンプト中12回を成功させた。その後スランプでFG6回中5回の失敗も味わったがシーズン最終戦で3本のFGを成功させた。
4年次には108得点をあげてカンファレンス3位の成績を残した。FGアテンプト26回中20回を成功、アイオワ州立大学戦では49ヤードのFGを成功させた。

### カロライナ・パンサーズ
2021年3月24日、カロライナ・パンサーズと契約、ジョーイ・スライとポジションを争ったが5月16日に解雇された。

### ニューヨーク・ジェッツ
2011年7月31日にニューヨーク・ジェッツと契約、彼の代わりにサム・フィッケンが解雇された。開幕から11試合に出場しFGアテンプト19回中13回を成功した。開幕戦ではパンターのブランデン・マンが負傷したためパントも蹴った。同年12月4日に解雇され代わりにアレックス・ケスマンが契約を結んだ。この年40ヤード以内のFGは11回全て成功したが、50ヤード以上のFGは3回とも失敗した。
2021年12月7日、ジェッツとプラクティススクワッド契約を結んだ。2022年1月10日にはジェッツとリザーブ/フィーチャー契約を結んだ。2022年3月29日、ジェッツから解雇された。

### ヒューストン・テキサンズ
2022年8月25日、ヒューストン・テキサンズと契約したが。2日後にウェイバーされた。

### カンザスシティ・チーフス
2022年9月13日、カンザスシティ・チーフスとプラクティススクワッド契約を結んだ。正キッカーのハリソン・バトカーが負傷したため第2週のロサンゼルス・チャージャーズ戦に出場した。試合直後にプラクティススクワッドとなったが、第3週のインディアナポリス・コルツ戦でアクティブロースターに復帰した。この試合でFGやエクストラポイントを失敗、チームは17-20で敗れた。9月26日彼はチーフスから解雇された。

### アリゾナ・カージナルス
2022年10月4日にアリゾナ・カージナルスとプラクティス・スクワッド契約を結んだ。10月8日、正キッカーのマット・プレイターが負傷しているため、アクティブロースターに昇格した。フィラデルフィア・イーグルス戦で2本中1本のFGを成功したが同点を狙ったFGを失敗し、チームは敗れた。10月12日に再度アクティブロースターに昇格してシアトル・シーホークス戦に出場したがエクストラポイントを失敗、10月17日にカージナルスから解雇された。なおシーホークス戦でカージナルスはアメンドーラが信用できないため、3回FGを蹴らずに第4ダウンギャンブルを選択した。

### テキサンズ復帰
カージナルス退団後はグリーンベイ・パッカーズとプラクティス・スクワット契約を結んだが、出場機会はなかった。
2023年11月7日にヒューストン・テキサンズとプラクティス・スクワッド契約を結んだ。同月11日にアクティブ・ロースター入りすると、翌12日のシンシナティ・ベンガルズ戦では同点で迎えた試合時間残り3秒から決勝のFGを決めて勝利に貢献した。